# Constitución dominicana de febrero de 1854
La reforma constitucional dominicana de febrero de 1854, conocida como la Constitución liberal de 1854, fue una revisión de la Constitución de 1844 y la primera reforma constitucional en la República Dominicana. De tendencia liberal y galicana, fue realizada por el Congreso de Revisión, el cual la promulgó el 27 de febrero de 1854, en el décimo aniversario de la independencia. No obstante, esta constitución fue prontamente reemplazada por otra de tendencia antiliberal, promulgada en diciembre de ese mismo año.
Desde los primeros años tras la proclamación de la Constitución de San Cristóbal en 1844, surgieron voces que pedían su revisión. En particular, la Iglesia católica expresó su descontento debido a la disposición constitucional que transfería sus bienes al Estado, abolía las capellanías y eliminaba el fuero eclesiástico. Al mismo tiempo, los sectores liberales exigían la derogación del artículo 210, que otorgaba amplios poderes dictatoriales al poder ejecutivo. Ante estas presiones, el presidente de la República, el Libertador Pedro Santana, accedió a la reforma constitucional, aunque con intenciones contrarias a las promovidas por los liberales. Este episodio se convirtió en un precedente de las frecuentes modificaciones a la Constitución que marcarían la historia política dominicana.
La Constitución de febrero de 1854 tuvo una corta vigencia de 299 días (9 meses), hasta que fue reemplazada en diciembre de ese mismo año. En septiembre, Pedro Santana ya había planteado la necesidad de una nueva revisión, y en noviembre se conformó una nueva Asamblea Revisora que promulgó la Constitución antiliberal el 23 de diciembre de 1854. Años después, esta Constitución fue brevemente restaurada por el general José María Cabral, quien, tras derrocar al presidente Pedro Antonio Pimentel mediante un golpe de Estado el 6 de agosto de 1865, derogó la Constitución de Moca y reinstauró la de febrero de 1854. No obstante, esta también fue sustituida en noviembre del mismo año por una nueva carta magna.
Históricamente, la Constitución de febrero 1854 ha sido valorada positivamente por la historiografía liberal dominicana. A juicio del historiador del derecho dominicano Wenceslao Vega Boyrie, de marcada ideología liberal, ha sostenido que esta constitución es, en realidad, de carácter conservador. Fue la primera Constitución en introducir la figura del vicepresidente, amplió el tamaño del Congreso y fortaleció los poderes del poder judicial. Asimismo, eliminó el controvertido artículo 210, aunque mantuvo para el jefe de Estado intactas sus facultades militares en tiempos de guerra. Además, la Constitución otorgó al Congreso la facultad de nombrar arzobispos y obispos, una potestad que es exclusiva del papa, rompiendo así con los principios del liberalismo moderado.

## Proceso

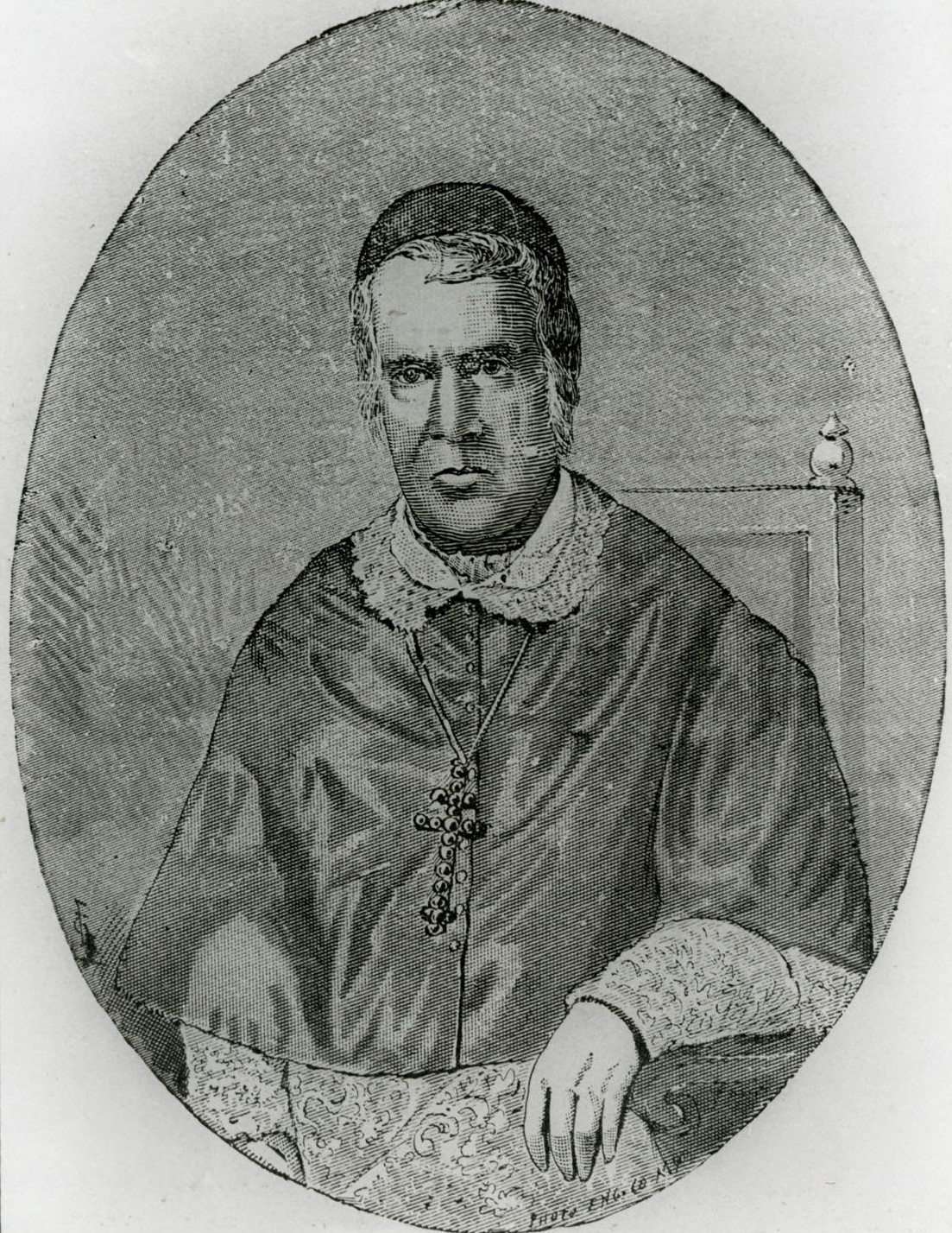
Tomás de Portes e Infante.

En abril de 1853, dos miembros del Tribunado propusieron reformar la Constitución. Esta iniciativa fue acogida el 1 de junio del mismo año, cuando el Congreso de la República decretó la modificación de la Carta Magna, abarcando 70 artículos, y dispuso la reunión de la Asamblea Nacional en la villa de San Antonio de Guerra, fijada para el 6 de enero de 1854. Desde mucho tiempo antes existía interés en reformar la Constitución de San Cristóbal. Tomás de Portes e Infante, vicario general de Santo Domingo, juró inicialmente dicha Constitución, pero pronto se distanció de ella. Su oposición radicaba en los artículos 38, 94, 208 y 211, que abolían capellanías, fuero eclesiástico y bienes de la Iglesia, lo que perjudicaba tanto a la Iglesia católica como a sus instituciones benéficas y piadosas.
La aplicación de estos artículos generó tensiones entre la Iglesia y el Estado, con un conflicto destacado que involucró al presbítero José María Bobadilla, hermano del ministro Tomás Bobadilla. Defendiendo los derechos eclesiásticos, José María Bobadilla se enfrentó al poeta Manuel María Valencia, un defensor del gobierno que más tarde también optaría por la vida sacerdotal. El principal reclamo de la Iglesia giraba en torno a la transferencia de sus bienes al Estado. Estos bienes, expropiados por Haití, se esperaba que fueran restituidos a sus legítimos propietarios. En un opúsculo anónimo, el padre Bobadilla defendió no solo los derechos de la Iglesia, sino también los de los dominicanos exiliados que habían sido despojados de sus propiedades tras la promulgación de la ley del Congreso el 7 de junio de 1845.
El presidente Pedro Santana, a pesar de no ser anticlerical y su innegable fe católica, no cedió ante las demandas del clero dominicano, manteniéndose firme en su decisión de no anteponer los intereses de la Iglesia sobre la Constitución. En diciembre de 1844, Tomás de Portes expresó su disconformidad al cardenal prefecto de Propaganda Fide, Felipe Fransoni, quien, en marzo de 1845, le respondió, recordándole que «...no debe permitir que sufran menoscabo los derechos de la Iglesia, aunque espera que eso no sucederá, dada la mucha fe y religión del pueblo dominicano». Sin embargo, en marzo de 1846, Portes solicitó al Tribunado la reforma constitucional, pero su petición fue rechazada, ya que amenazaba la vigencia del dictatorial artículo 210.

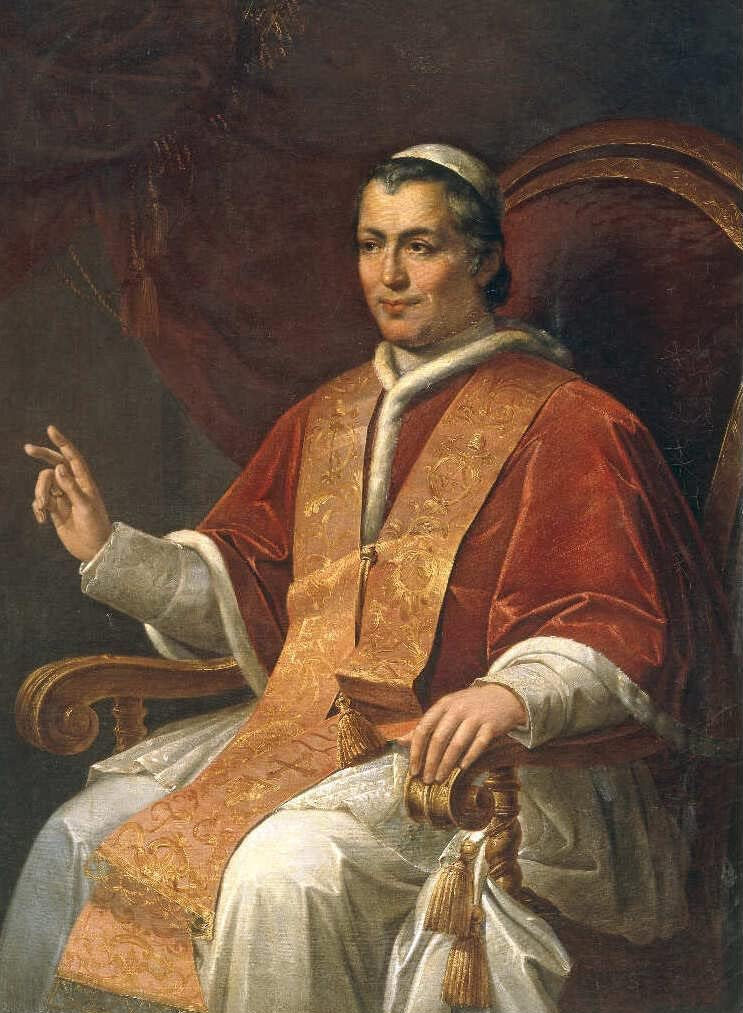
El beato Pío IX se encontraba entre los impugnadores de la Constitución por la cuestión eclesial y era promotor de reformarla o hacer enmiendas.

El papa Pío IX, en una carta dirigida a Santana el 22 de febrero de 1848, expresó su preocupación por varios artículos de la Constitución que contradecían la libertad de la Iglesia. Aunque el papa pidió al general Santana que revisara estos puntos, el mandatario no efectuó cambios y poco después dejó el poder. Paralelamente, los sectores liberales también impulsaban la eliminación del artículo 210. En ese mismo año, más de 400 ciudadanos presentaron una moción ante el Tribunado solicitando su revisión, sin obtener resultados. La propuesta resurgió en 1849 y 1850, pero no prosperó, y la estructura constitucional se mantuvo intacta hasta la convocatoria del Congreso Revisor en 1854.
El 10 de enero de 1854, se instaló el Congreso de Revisión en San Antonio de Guerra, compuesto por el Tribunado y el Consejo Conservador. Entre sus asistentes estaban Benigno Filomeno de Rojas, presidente del Congreso, Domingo Daniel Pichardo, Félix Morilla, Damián Ortiz, Félix Mercenario, Felipe Perdomo, José Bernal, Francisco Sardá Carbonell y José Mateo Perdomo, Pedro Valverde y Lara, Jacinto de Castro y el general Felipe Alfau.
Durante la sesión, De Castro señaló que no se cumplía con el quórum constitucional, por lo que propuso trasladar el Congreso a la ciudad de Santo Domingo, debido a las condiciones insalubres y pobreza de la villa de Guerra. La moción fue aprobada y una comisión fue encargada de redactar el decreto de traslado, el cual fue presentado y discutido al día siguiente.
El 11 de enero de 1854, tras la misa en la parroquia de Guerra en invocación al Espíritu Santo, se retomaron los trabajos legislativos y se aprobó el decreto de traslado.
Finalmente, el 16 de enero, el Congreso se reunió en la capital con la presencia de conservadores y tribunos, además de representantes diplomáticos y oficiales extranjeros. En su discurso inaugural, Filomeno de Rojas destacó la importancia de legislar atendiendo a las particularidades del país, que en su mayoría era rural y con una economía incipiente. Se formó entonces una comisión compuesta por Juan Bautista Lovelace, Félix María Del Monte y Ulises Espaillat redactora de la nueva constitución, que presentó su informe el 6 de febrero de 1854, tras revisar varias constituciones y consultar publicistas extranjeros, pero tomando en cuenta la peculiaridades nacionales.
Entre el 10 y el 16 de febrero de 1854, la Asamblea Nacional Revisora debatió y aprobó artículo por artículo las propuestas de la comisión, culminando el proceso el 25 de febrero. Dos días después, en el décimo aniversario de la independencia, se promulgó la nueva constitución de la República Dominicana. Esta nueva carta magna contaba con 161 artículos frente a los 211 de la anterior. 
El Congreso de febrero de 1854 evidenció el avance de las corrientes liberales, especialmente las del Cibao, influenciadas por corrientes de pensamiento político europeo liberal. Estas corrientes estaban en conflicto con la hegemonía política de Santana.

## Contenido
La reforma constitucional de febrero de 1854 introdujo una serie de cambios en la estructura política y legal de la República Dominicana.
El preámbulo de la reforma contiene una contradicción evidente al referirse a los legisladores reformadores como «reunidos en Congreso Constituyente Soberano», un término inexacto para una reforma constitucional. Sin embargo, en las firmas finales, se aclara que se trata de «los miembros del Congreso de revisión, reunidos en la Ciudad de Santo Domingo», lo que otorga el título correcto a la Asamblea que llevó a cabo la reforma.
Entre sus modificaciones más destacadas se encuentra la creación de la figura de la vicepresidencia, establecida a petición de Pedro Santana, con el objetivo de garantizar una transición fluida en caso de ausencia o incapacidad del presidente. Esta enmienda permitió a Santana retirarse temporalmente de la presidencia, buscando mejorar su salud y dedicarse a una vida privada, como lo expresó en 1862, ya que su estado sedentario le generaba padecimientos en su salud.
La nueva Constitución realizó importantes modificaciones en materia de nacionalidad. Mientras que la Constitución de 1844 excluía a los hijos de extranjeros nacidos en el país de la ciudadanía dominicana, privilegiando el principio del ius sanguinis sobre el ius soli, la reforma de febrero de 1854 permitió que todos los nacidos en el territorio de padres extranjeros pudieran reclamar la nacionalidad dominicana al alcanzar la mayoría de edad. Aunque el ius sanguinis continuaba siendo el principio predominante, esta reforma amplió las oportunidades de adquisición de la nacionalidad.
La reforma también simplificó el proceso de naturalización para los extranjeros, eliminando requisitos establecidos por la Constitución de 1844, que demandaban ser propietarios de bienes inmuebles de cierto valor o tener un establecimiento agrícola, así como un período mínimo de residencia en el país. El Congreso justificó estas reformas afirmando que el temor hacia los extranjeros había disminuido y que era momento de ofrecer la ciudadanía sin restricciones.
En términos generales, la reforma mantuvo la lista original de derechos individuales, pero introdujo notables modificaciones, como la ampliación del derecho de expropiación por parte del Estado. En tiempos de guerra, la indemnización por expropiación de bienes podría ser posterior al acto, flexibilizando el procedimiento en circunstancias excepcionales. Asimismo, el nombre de la Secretaría de Estado de Interior y Policía fue modificado, pasando a llamarse Secretaría de Interior, Policía y Agricultura, constituyéndose así en el primer ministerio de Agricultura del país.
El derecho de petición también fue objeto de revisión. Se añadió una responsabilidad adicional para quienes presentaran peticiones ante las autoridades, obligándolos a garantizar la veracidad de los hechos y la autenticidad de las firmas de los solicitantes. Esto se expresó de forma explícita en la Constitución: «Cuando muchos individuos dirijan una petición al Congreso, a cualquiera de las Cámaras, al poder ejecutivo y demás autoridades públicas, todos serán responsables solidariamente de la verdad de los hechos; y los cinco primeros que suscribieren, quedarán responsables de la identidad de todas las firmas».
En el ámbito del gobierno interno, la Constitución realizó varios cambios significativos. Las diputaciones provinciales se ampliaron a siete miembros, renovándose cada tres años en lugar de cada dos. Los Ayuntamientos sufrieron modificaciones en sus nomenclaturas: los síndicos y regidores se convirtieron en corregidores y vocales, respectivamente, manteniendo la elección directa. Se incluyó una disposición en el capítulo de las Fuerzas Armadas que consideraba como rebelión cualquier pronunciamiento o deliberación de sectores militares.
Otra novedad de esta Constitución fue la incorporación de los deberes de los ciudadanos dominicanos. Estos incluían el cumplimiento de las leyes, la obediencia a las autoridades, el servicio a la patria, la defensa de la independencia nacional y la contribución a los gastos públicos. De manera controvertida, también se introdujo la obligación de otorgar préstamos al Estado en caso de necesidad, con la promesa de reembolso, lo cual generaba un riesgo evidente para los particulares, al obligarlos a financiar al gobierno.
Una disposición transitoria de gran relevancia política fue el artículo 153, que permitía a Pedro Santana permanecer en el poder durante dos períodos constitucionales, con la fecha de finalización de su mandato prevista para el 28 de febrero de 1861. Este artículo revela una de las motivaciones principales detrás de la reforma: extender el mandato presidencial sin recurrir a elecciones.

### Poder Legislativo

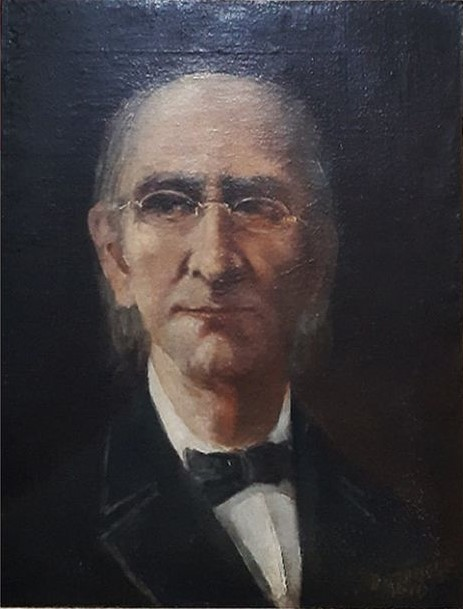
Ulises Espaillat.

El nombre de los dos cuerpos legislativos fue cambiado de Consejo Conservador y Tribunado a Senado y Cámara de Representantes, abandonando así la nomenclatura francesa de estilo napoleónico para adoptar la de los Estados Unidos de América. Se amplió el número de legisladores, creando una Cámara del Senado con dos representantes por provincia y una Cámara de Representantes con cinco por cada una. El Congreso fue investido con la facultad de otorgar al poder ejecutivo facultades extraordinarias cuando fuese necesario para garantizar la seguridad del Estado, detallando las mismas y limitando su duración, tal como lo establece el párrafo 15 del artículo 68.
Un aspecto destacado de esta reforma fue el fortalecimiento de la inmunidad parlamentaria, que fue extendido más allá del período de sesiones. Según la nueva disposición, ningún legislador podrá ser arrestado, excepto en casos de flagrante delito, sin la autorización de la Cámara a la que perteneciera. Asimismo, el Senado asumió la responsabilidad de nombrar a los jueces de la Suprema Corte de Justicia y de los tribunales de comercio
Una modificación importante fue la atribución al Congreso de la potestad de elegir al arzobispo y a los obispos del país, una disposición que rompía con la tradición de la Constitución de San Cristóbal, en la que el gobierno solicitaba a la Santa Sede el derecho de presentación de candidatos episcopales, respetando el derecho de patronato. En esta nueva Constitución, la intervención directa del Congreso, sin recurrir al papa, establecía un claro cisma con Roma, lo que se alineaba con las doctrinas del cesaropapismo y el galicanismo, planteando esto la posibilidad de la creación de una iglesia nacional separada de la comunión con el romano pontífice.

### Poder Judicial
La reforma del poder judicial incluyó la eliminación de las Cortes de Apelación, considerando que los grados de jurisdicción existentes eran excesivos. La estructura judicial se simplificó, reduciéndose a alcaldes comunales, tribunales de primera instancia, consulados de Comercio y la Suprema Corte de Justicia. Los alcaldes dejaron de formar parte del municipio, actuando exclusivamente como jueces de simple policía dentro del sistema judicial, aunque seguirían siendo designados por el poder ejecutivo.
Un aspecto destacado fue la facultad otorgada a la Suprema Corte, que estableció un primer intento de recurso de casación. El artículo 100, párrafo 14, estipuló que la Corte podía reformar sentencias firmes que contuvieran principios erróneos o vicios esenciales, sin afectar a las partes litigantes. Además, se estableció la obligación de que todos los tribunales inferiores remitieran copias de sus sentencias civiles y criminales cada seis meses, así como un estado detallado de las causas pendientes cada tres meses.

### Poder Ejecutivo
Con la derogación de los amplios poderes que el presidente de la República ejercía en la distribución del poder estatal, se inició un proceso de reformas que transformó profundamente el orden institucional. Entre las reformas más relevantes destacó la eliminación del controvertido artículo 210, que otorgaba al ejecutivo facultades extraordinarias, permitiéndole concentrar un poder que, en sentido estricto, lo convertía en un dictador al utilizarlo.
En el ámbito militar, los poderes presidenciales fueron simultáneamente reforzados y limitados. El artículo 53 autorizaba al presidente a dirigir las operaciones de las fuerzas terrestres y navales sin la necesidad de consultar al Congreso. Sin embargo, su facultad para nombrar altos mandos militares se vio restringida, dado que el Congreso adquirió la prerrogativa de ascender a oficiales a partir del rango de coronel. No obstante, este aparente equilibrio de poder quedó neutralizado por un artículo transitorio que confería al presidente autoridad ilimitada en materia militar mientras durara la guerra de independencia con Haití. El artículo transitorio 161 establecía lo siguiente:

“Hasta que no se firme la paz, queda el Poder Ejecutivo autorizado para conferir todos los grados en el ejército de tierra y mar; para movilizar las guardias nacionales, y conferir todos los grados en ella; para nombrar y revocar libremente a los Gobernadores Políticos, pudiendo estos, además de sus funciones civiles, ejercer el mando militar en las provincias.”

Adicionalmente, se le concedieron al presidente competencias para otorgar licencias y retiros a los militares, así como expedir patentes de corso, navegación, y mercancías.
En el ámbito judicial, el poder ejecutivo asumió la facultad de nombrar jueces de primera instancia, una prerrogativa que previamente pertenecía al Consejo Conservador. Durante los recesos del Senado, podía designar jueces temporales en caso de vacantes, cuyas decisiones tendrían validez hasta la siguiente legislatura. Los jefes superiores políticos, ahora denominados gobernadores, serán designados por el ejecutivo, a partir de ternas propuestas por las diputaciones provinciales.
Por otro lado, el presidente fue encargado de fomentar la educación pública, con la responsabilidad de establecer instituciones como escuelas náuticas, de agricultura, mineralogía, y de artes y oficios. Para apoyar estas iniciativas, se le otorgó la potestad de conceder privilegios exclusivos a inventores y comerciantes por un período determinado, con el fin de compensar sus gastos y promover la innovación; recompensar a los agricultores y artesanos más destacados; y asegurar la recaudación y uso adecuado de los recursos públicos.
En cuanto a las relaciones con la Iglesia, el presidente se le otorgó la facultad de conceder o retener el pase a decretos conciliares y bulas papales, sean de carácter general o particular, derivando la resolución de estos asuntos a la autoridad competente. Además, se le otorgó el poder de conceder cartas de naturalización a extranjeros conforme a la ley.
El ejecutivo también recibió la facultad de conceder amnistías y conmutar penas, incluyendo la potestad de otorgar indultos individuales, siempre que no se tratara de delitos graves o de funcionarios que hubiesen cometido delitos en el ejercicio de sus funciones.
Finalmente, si al término del mandato presidencial el Congreso no se encontraba reunido, el vicepresidente asumía el control del país.

## La reforma de la reforma

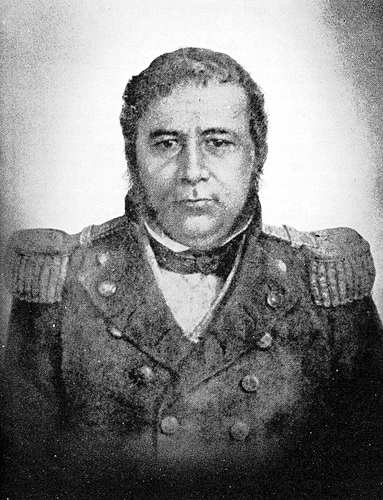
El Libertador Pedro Santana, impugnador de la reforma de 1854.

La presión para modificar la Constitución generó gran incomodidad en el presidente Pedro Santana. A pesar de su aparente aceptación de las propuestas, su objetivo era diferente al de quienes promovían la eliminación del artículo 210. Con su astucia política, Santana buscaba concentrar más poder en sus manos y reducir el control del poder legislativo.

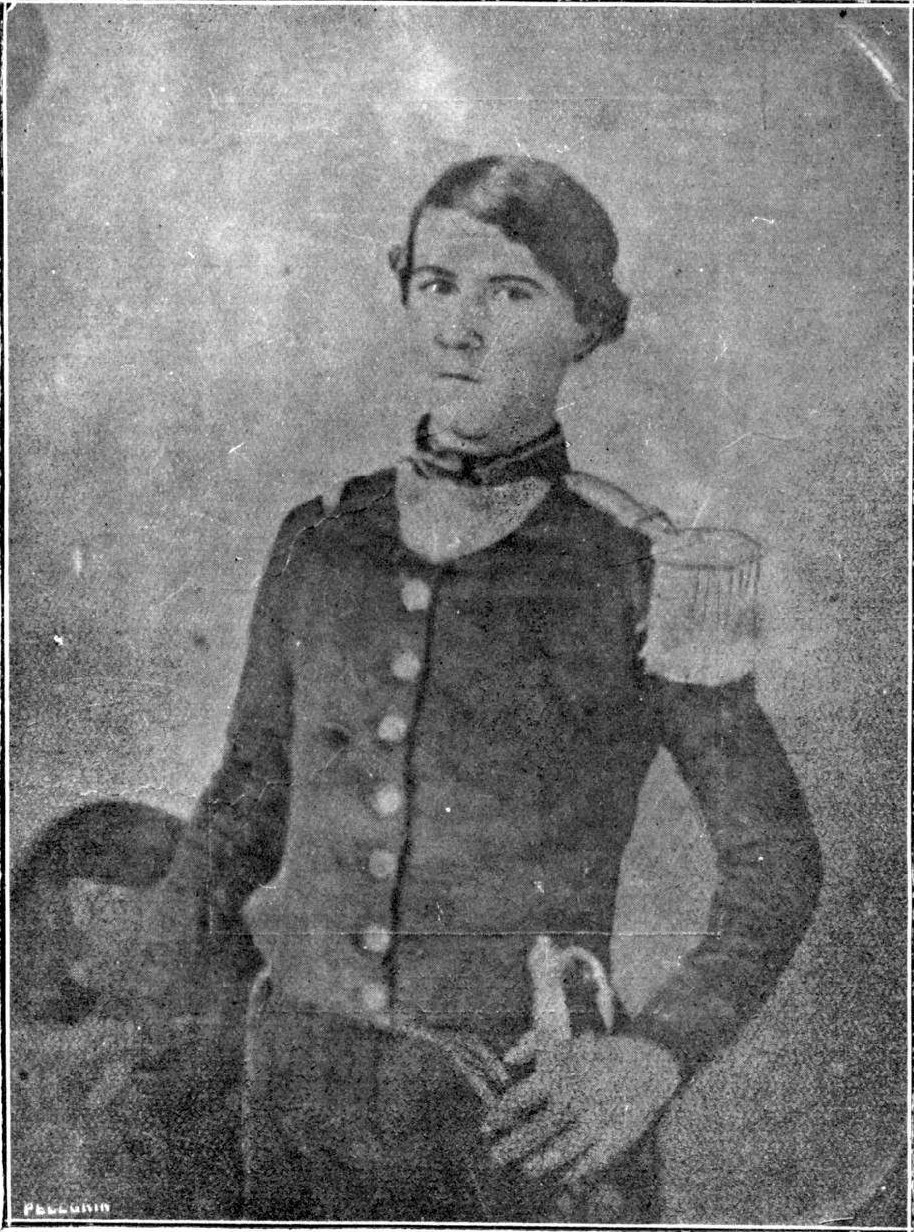
Fotografía de medio cuerpo del padre de la historiografía dominicana, don José Gabriel García, a la edad de 19 años, con el cargo de subteniente de la tercera compañía de la Brigada de Artillería de la plaza de Santo Domingo. Año 1853

En agosto de ese año, Santana solicitó al Congreso poderes extraordinarios, argumentando que estos eran necesarios para garantizar la seguridad pública. La solicitud fue aprobada con 18 votos a favor y 4 en contra. Sin embargo, las críticas desde el Congreso y la prensa no cesaron.
El 25 de septiembre de 1854, Tomás Bobadilla, actuando como portavoz de Santana, presentó ante el Congreso una petición para reformar la Constitución. En este documento, redactado por el propio presidente, dejaba clara su intención de controlar el proceso.
Poco después, el 13 de noviembre de 1854, el Congreso fue convocado a una sesión extraordinaria. Según el historiador José Gabriel García, Santana, frustrado por los intentos de independencia del ejecutivo de algunos diputados, decidió implementar su proyecto de reforma constitucional.
En su mensaje al Congreso, Santana argumentó que la nueva Constitución debía garantizar la estabilidad del país, asegurar la libertad, la igualdad, la propiedad y otros derechos fundamentales. Presentó su propuesta como un acto de patriotismo, afirmando que solo deseaba asegurar el progreso del país antes de retirarse por motivos de salud. Sin embargo, al final de su mensaje, lanzó una advertencia: si su propuesta no era acogida, él actuaría conforme a lo que consideraba «la voluntad general bien entendida». Esta clara amenaza obligó al Congreso a tomar rápidamente su propuesta en consideración.
El representante español en el país, Juan Abril, también influyó en este proceso, promoviendo la idea de que una constitución antiliberal facilitaría un eventual reconocimiento de la independencia dominicana por parte de España.
El 27 de noviembre, el Congreso aceptó la propuesta de reforma constitucional, que resultó en la promulgación de la Constitución antiliberal de diciembre de 1854.

## Firmantes
Los firmantes de la reforma liberal eran:
- Benigno Filomeno de Rojas: presidente, conservador por la Provincia de Santiago de los Caballeros.
- Domingo Daniel Pichardo: vicepresidente, tribuno por la Provincia de Santiago de los Caballeros.
- Antonio Ramírez: tribuno por...
- Félix Mercenario: tribuno por...
- Telésforo Tellelle Objio: tribuno por...
- Jacinto de Castro: tribuno por la Provincia de Santiago de los Caballeros.
- Damián Ortiz: conservador por la Provincia de Compostela de Azua.
- Felipe Perdomo: tribuno por...
- Pedro Valverde y Lara: tribuno por...
- Juan Bautista Lovelace: conservador por...
- Félix María Del Monte: conservador por...
- Ulises Espaillat: conservador por...
- Juan Nepomuceno Tejera: tribuno por la Provincia de Santo Domingo.
- José Rosario Bernal: tribuno por la Provincia de la Concepción de La Vega.
- Francisco Sardá y Carbonellt: tribuno por..., Secretario.
- José Mateo Perdomo: tribuno por..., Secretario.
- Félix Morilla: conservador por Provincia de la Concepción de La Vega, Secretario.